# Jakuzi
Jakuzi ist eine türkische Band im Bereich des Synthiepop. Sie wurde 2015 von Kutay Soyocak (Gesang) und Taner Yücel (Schlagzeug) gegründet. Weitere Mitglieder sind Meriç Erseçgen (Bassgitarre) und Ahmetcan Gökçeer (Synthesizer).
Die Musik ist dadurch gekennzeichnet, dass „äußerst depressive Geschichten“ mit Hilfe schneller Dance-Rhythmen gekoppelt werden. Die Band orientiert sich nach Aussage von Soyocak an Depeche Modes Album Black Celebration.

## Diskografie

### Alben
- 2017: Fantezi Müzik (Album, Domuz Records / City Slang)
- 2019: Hata Payı (Album, City Slang)
- 2024: Madalyon I

### Singles
- 2017: Koca Bir Saçmalık
- 2019: Şüphe
- 2019: Yangın
- 2019: Toz
- 2019: Kalbim Köprü Gibi
- 2019: Kendine Rağmen
- 2019: Ne Teselli Ne Avuntu
- 2021: Açık Bir Yara
- 2021: Hiç Işık Yok
- 2021: Merasim
- 2023: Sür Beni
- 2024: Yarım Kalan